# Stockholmsmelodi
Stockholmsmelodi, med inledningsorden "Se hur hela Uppland står i lågor, kvällssol brinner bortom Solna skog!" är en sång av Evert Taube publicerad 1929 i Fritiof Anderssons visbok. Fritiof Anderssons visbok tillkom huvudsakligen under en sex månader lång resa 1928. Resan gick över Panama och Kalifornien till Australien. Stocholmsmelodi skrevs dock efter återkomsten till Stockholm. Stockholmsmelodi är kontrasternas sång. Musiken är en argentinsk tango, men texten är i det närmaste en pastisch på en Bellmansk Stockholmsskildring med inslag från gatulivet i Buenos Aires.
Taube var en stor Bellmanbeundrare och identifierade sig stundom med 1700-talskollegan. Det är dock 1920-talets Stockholm som skildras såsom danssalongen Sphinx , China, Feiths konditori, biograferna Röda Kvarn, Rivoli och Regina. Filmerna är från tiden: Stulen lycka, Bleka grevens bröllop och Hjärtats melodi. Samtidigt frodas naturlyriken med "Brunnsvikens violetta vågor" och den brinnande kvällssolen – och Bellman är också med med sin luta.
En av de tidigaste inspelningarna gjorde Taube själv till eget lutackompanjemang. Den är gjord den 23 maj 1932 i Stockholms Konserthus (utan publik) och utgiven på 78-varvare 1934.